# Aegir Automobilwerke
Aegir Automobilwerke Voigt & Gortatowski war ein deutscher Hersteller von Automobilen.

## Unternehmensgeschichte
Das Unternehmen hatte seinen Sitz in Berlin-Wilmersdorf. Zwischen 1907 und 1909 stellte es Automobile her. Der Markenname lautete Aegir.